# Nicola Rignanese
Nicola Rignanese (Foggia, 6 dicembre 1965) è un attore italiano.

## Biografia
Si avvicina al mondo dello spettacolo sin da giovanissimo. Nel 1991 si diploma presso la Scuola di arte drammatica Paolo Grassi di Milano, frequentata insieme ad Antonio Albanese con cui si esibì come cabarettista per gli spettacoli di animazione nei villaggi turistici tra Vieste e Peschici.
Dopo il diploma incomincia la sua carriera da attore teatrale confrontandosi tra l'altro con grandi autori quali: Pasolini, Čechov, Shakespeare, Ariosto e Michel de Ghelderode.
Il suo debutto nel cinema risale al 1996 quando il regista Carlo Mazzacurati lo scelse per un ruolo nel film Vesna va veloce. Durante le riprese consolida la grande amicizia con Antonio Albanese. Lo stesso attore infatti lo vuole nella sua prima opera da regista Uomo d'acqua dolce. Lavoreranno ancora insieme in Qualunquemente e Tutto tutto niente niente, firmati entrambi da Giulio Manfredonia. 
Rignanese appare anche in Marpiccolo, Il paese delle spose infelici di Pippo Mezzapesa, presentato al Festival di Roma nel 2011, e ne La pecora nera di Ascanio Celestini, presentato alla Mostra di Venezia nel 2010.
Nel 2014 è diretto ancora una volta da Giulio Manfredonia in La nostra terra.
Torna al cinema nel 2019 con il film Il giorno più bello del mondo con la regia di Alessandro Siani.
Recita in molte serie televisive di successo tra cui Questo nostro amore, con il ruolo di Salvatore Strano, e La mafia uccide solo d'estate in cui è il Capo della Squadra Mobile di Palermo, Boris Giuliano. Rignanese è attore anche in vari film per la televisione quali Le nozze di Laura diretto da Pupi Avati e Pietro Mennea - La freccia del Sud in cui è il padre di Pietro Mennea.

## Filmografia

### Cinema
- Vesna va veloce, regia di Carlo Mazzacurati (1996)
- Uomo d'acqua dolce, regia di Antonio Albanese (1996)
- L'astice, regia di Marina Spada (1996)
- Due amici, regia di Spiro Scimone (2002)
- Cuore scatenato, Gianluca Sodaro (2003)
- Marpiccolo, regia di Alessandro Di Robilant (2009)
- La pecora nera, regia di Ascanio Celestini (2010)
- Qualunquemente, regia di Giulio Manfredonia (2011)
- Il paese delle spose infelici, regia di Pippo Mezzapesa (2011)
- Tutto tutto niente niente, regia di Giulio Manfredonia (2012)
- La scuola più bella del mondo, regia di Luca Miniero (2014)
- Alle corde, regia di Andrea Simonetti (2014)
- La nostra terra, regia di Giulio Manfredonia (2014)
- Tonno spiaggiato, regia di Matteo Martinez (2018)
- Coureur, regia di Kenneth Mercken (2019)
- Il giorno più bello del mondo, regia di Alessandro Siani (2019)
- Cetto c'è, senzadubbiamente, regia di Giulio Manfredonia (2019)
- Ai confini del male, regia di Vincenzo Alfieri (2021)
- Margini, regia di Niccolò Falsetti (2022)
- Oltre il confine, regia di Alessandro Valenti (2022)
- Alla vita, regia di Stéphane Freiss (2022)
- Verticalman - Storia di un uomo verticale, regia di Roberto Moretto (2022)
- Grazie ragazzi, regia di Riccardo Milani (2023)
- Cento domeniche, regia di Antonio Albanese (2023)
- Come può uno scoglio, regia di Gennaro Nunziante (2023)

### Televisione
- Italia Germania 4-3, regia di Andrea Barzini - film TV (1990)
- La famiglia Ricordi, regia di Mauro Bolognini - miniserie TV (1995)
- Padre Pio, regia di Alberto Rondalli - miniserie TV (1997)
- Diritto di difesa, regia di Donatella Maiorca - serie TV (2004)
- Boris, regia di Giacomo Ciarrapico, Mattia Torre, Davide Marengo, Luca Vendruscolo - serie TV (2007)
- Questo nostro amore, regia di Luca Ribuoli - serie TV (2012 - 2017)
- Squadra antimafia - Palermo oggi 5, regia di Beniamino Catena - serie TV, episodio 5x01 (2013)
- La mia bella famiglia italiana, regia di Olaf Kreinsen – film TV (2013)
- Pietro Mennea - La freccia del Sud, regia di Ricky Tognazzi - miniserie TV (2014)
- Purché finisca bene - Un marito di troppo, regia di Luca Ribuoli (2014)
- Le nozze di Laura, regia di Pupi Avati - film TV (2015)
- Il giovane Montalbano - serie TV, episodio 2x02 (2015)
- La mafia uccide solo d'estate, regia di Luca Ribuoli - serie tv (2016)
- Dov'è Mario?, regia di Edoardo Gabbriellini - serie TV (2016)
- Boris Giuliano - Un poliziotto a Palermo, regia di Ricky Tognazzi - miniserie TV (2016)
- Come quando fuori piove, regia di Fabio Mollo - serie TV (2018)
- I topi - regia di Antonio Albanese - serie TV (2018-2020)
- Il cacciatore, regia di Davide Marengo e Stefano Lodovichi – serie TV, 9 episodi (2018)
- Non uccidere, regia di Michele Alhaique - serie TV, episodio 2x21 (2018)
- Il paradiso delle signore - registi vari - serie TV (2018-2021)
- Imma Tataranni - Sostituto procuratore, regia di Francesco Amato - serie TV, episodi 1x05-1x06 (2019)
- Romulus – serie TV (2020)
- Ai confini del male, regia di Vincenzo Alfieri - film TV (2021)
- Bang Bang Baby, regia di Michele Alhaique - serie Prime Video, 3 episodi (2022)
- The Good Mothers, regia di Julian Jarrold e Elisa Amoruso - serie TV, 3 episodi (2023)
- I leoni di Sicilia, regia di Paolo Genovese – serie TV, episodio 1 (2023)
- Il metodo Fenoglio - L'estate fredda, regia di Alessandro Casale – serie TV, 5 episodi (2023)
- Dostoevskij, regia Damiano e Fabio D’Innocenzo - miniserie TV (2024)

### Documentari
- Alla corte di Carlo De Mari prodotto da Hgv Italia (2022), in proiezione al Palazzo De Mari ad Acquaviva delle Fonti BA

### Doppiaggio
- La famosa invasione degli orsi in Sicilia, regia di Lorenzo Mattotti (2019)

## Programmi televisivi
- Su la testa! (1992)
- Mai dire gol (1995)
- Non c'è problema (2003)
- Mitiko (2006)
- Che tempo che fa (2010)